# Dennison, Ohio
Dennison là một làng thuộc quận Tuscarawas, tiểu bang Ohio, Hoa Kỳ. Năm 2010, dân số của làng này là 2655 người.

## Dân số
- Dân số năm 2000: 2992 người.
- Dân số năm 2010: 2655 người.